# 天體工廠星
小行星4645 （4645 Tentaikojo）是一颗围绕太阳公转的小行星。1990年9月16日，藤井哲也、渡邊和郎在日本北见市发现了此天体。
該小行星以日本北海道札幌市中央區商業綜合體札幌工廠內的天文博物館名稱「天體工場」命名。
这颗小行星的绝对星等为12.88等。